# Marcin Sobala
Marcin Janusz Sobala (Varsavia, 10 agosto 1972) è uno schermidore polacco, vincitore di una medaglia di bronzo ai campionati mondiali di scherma.

## Palmarès
In carriera ha conseguito i seguenti risultati:
- Mondiali di scherma

La Chaux de Fonds 1998: bronzo nella sciabola a squadre.
Seul 1999: argento nella sciabola a squadre.
- Europei di scherma

Limoges 1996: bronzo nella sciabola individuale.
Plovdiv 1998: oro nella sciabola a squadre ed individuale.